# La Dame de chez Maxim's (1933)
La dame de chez Maxim's (A Lagartixa (título em Portugal) ) é um filme de comédia francês-britânico de 1933, dirigido por Alexander Korda e estrelado por Florelle, Esther Kiss e Ady Cresso. É uma versão em francês do filme britânico The Girl from Maxim's (1933), feita pela London Film Productions. Ambos os filmes foram dirigidos por Korda, e baseado na peça de 1899 La Dame de chez Maxim, de Georges Feydeau.

## Elenco
- Florelle - La Môme Crevette
- Esther Kiss - Eléonore
- Ady Cresso - Mme Virette
- Jeanne Frédérique - La sous-préfète
- Maryanne - Mme Vibaudan
- Charlotte Lysès - Gabrielle Petypon - la femme de Lucien
- André Lefaur - Le général Petypon du Grêlé
- André Alerme - Le docteur Lucien Petypon
- Pierre Palau - Le docteur Mongicourt
- Maurice Rémy - Le lieutenant Corignon
- Marcel Meral - Le duc
- Henri Debain - Etienne
- Marcel Maupi - Le sous-préfet
- Jean Delmour - Marollier
- Félix Mayol - L'évêque
- Madeleine Ozeray - Clémentine
- Marguerite de Morlaye - La duchesse
- Jane de Carol - Une invitée
- Louis Pré Fils - Emile
- Beauvais - Un maître d'hotel